# 우드로 윌슨
토머스 우드로 윌슨(영어: Thomas Woodrow Wilson, 1856년 12월 28일 ~ 1924년 2월 3일)은 미국의 28대 대통령 (1913년 ~ 1921년)이었다. 독실한 장로교도인 그는 저명한 역사가이자 정치학자로, 민족자결주의를 제창한 것으로 유명하다. 개혁적인 민주당원으로서 윌슨은 1910년 뉴저지주 지사로, 1912년 대통령으로서 선출되었다. 대통령으로서 그의 첫 기간은 언더우드-시먼스 관세법과 연방 무역 위원회와 연방준비제도의 창조를 포함한 주요 입법에서 결과를 가져왔다. 윌슨은 인기있던 대통령이었고, 미국인들은 그를 제1차 세계 대전에 중심을 두고 베르사유 조약을 통하여 전쟁 이후의 세계를 구체화하는 데 이후의 노력의 기간인 2번째 기간으로 선출하였다.
1919년 9월 미국인들에게 조약을 파는 데 전국 여행이 있는 동안 윌슨은 쇠약한 뇌졸중을 겪었다. 나머지의 달들은 부분적인 회복으로 이끌었으나 윌슨은 전혀 똑같지 않았다. 최후적으로 타협을 협상하는 데 없는 모양에서 대통령과 함께 고립주의의 미국 상원은 2번이나 베르사유 조약을 비준하는 데 거부하였다. 자신의 부인이 채우는 대통령으로 달한 것으로서시중과 함께 윌슨은 자신의 2번째 기간을 끝마쳤다.
윌슨은 민주당의 성향이 오늘날의 혁신주의로 바뀌는 분기점이 된 인물 중 한명으로 평가받는다. 윌슨 정부 때부터 서서히 나타나기 시작한 민주당의 진보화 현상은 프랭클린 D. 루스벨트 때부터 본격적으로 두각을 나타내며, 1960년대 존 F. 케네디와 린든 B. 존슨 정부 당시 흑인 민권 운동 바람과 함께 굳어진다.
미국 10만 달러 화폐 초상화의 주인공이기도 했는데, 지금은 통용되지 않는다.

## 어린 시절, 교육과 가족

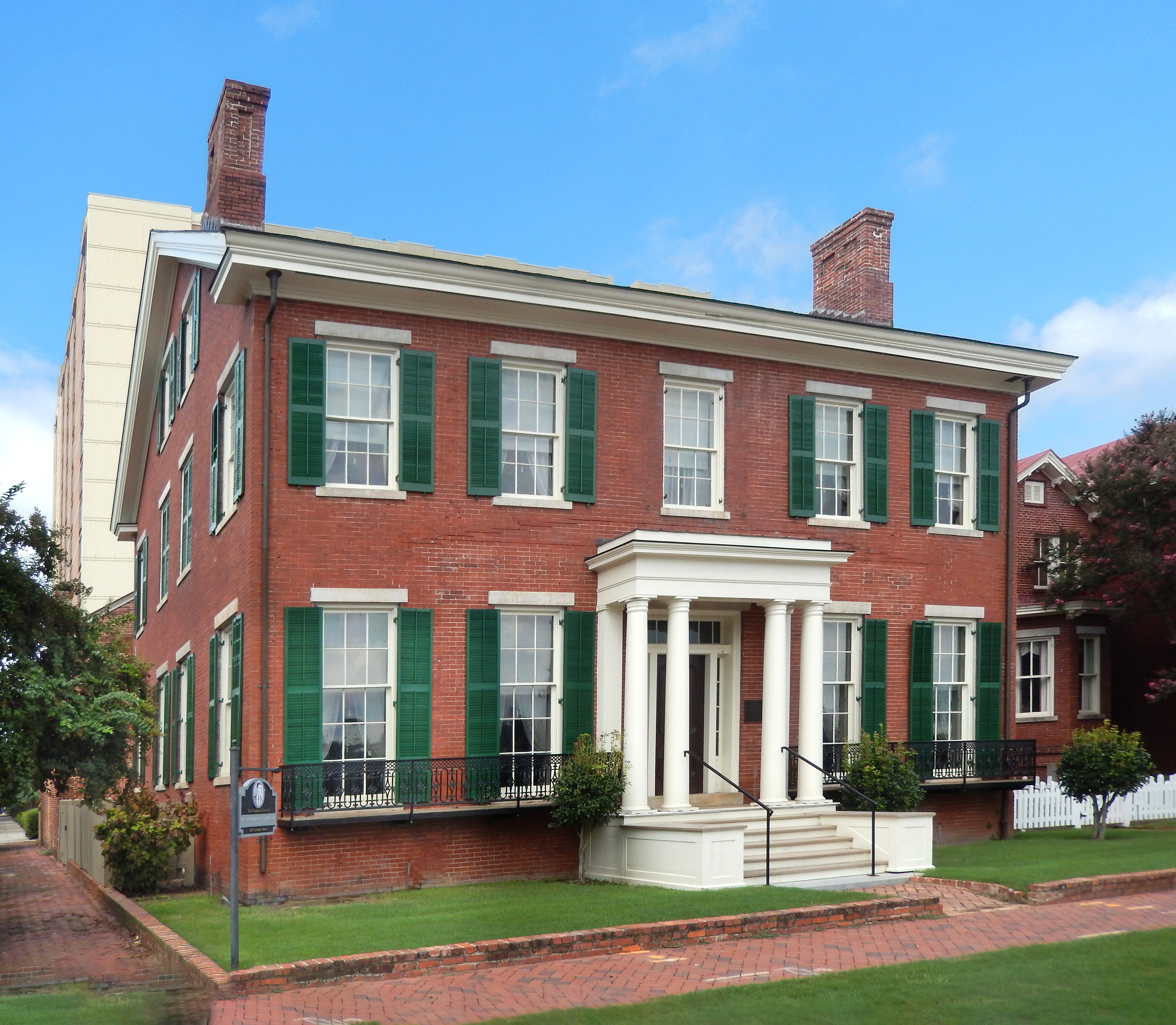
조지아주 오거스타에 있는 윌슨의 소년 시절 저택

스코틀랜드-아일랜드계로 버지니아주 스토턴에서 목사인 조지프 러글스 윌슨 박사와 재닛 메리 우드로에게 4명의 자식들 중 3째로 태어났다. 윌슨의 조부모는 오늘날 북아일랜드에 속하는 티론주 스트러밴에서 미국으로 이민을 왔다. 윌슨은 14세 때까지 자신의 부친이 퍼스트 장로교회의 목사였던 조지아주 오거스타에서 자신의 어린 시절의 대부분을 보냈다. 그는 1870년부터 1874년까지 장로교 신학교에서 부친이 교수였던 사우스캐롤라이나주 컬럼비아에서 살았다. 그의 부친은 원래 윌슨의 조부가 노예폐지론자였고 삼촌들이 공화당원들이었던 오하이오주에서 왔다. 그의 부모는 1851년 남부로 이주하였고, 전쟁이 일어난 동안 아메리카 맹방과 함께 제휴하였다. 거기서 그들은 노예들을 소유하였고, 그들을 위하여 일요일 학교를 세웠다. 윌슨의 부모는 자신들의 교회에서 상처를 입은 남군들을 돌보았다.
윌슨은 아마 표시된 난독증을 가졌던 독서에서 어려움을 경험하였으나 보상하기 위하여 속기 가르쳐 결심과 자기 훈련을 통하여 학문적으로 달성할 수 있었다. 그의 모친은 그를 자택 학습을 시켰고, 그는 프린스턴 대학교로 옮기기 전에 1년간 데이비드슨 칼리지에서 수학하고, 1879년에 졸업하였다. 그 후에 그는 버지니아 대학교에서 법학을 전공하였고, 애틀랜타에서 잠시 실습하였다. 그는 존스 홉킨스 대학교에서 사회학 박사 전공을 수행하였다. 1886년 자신의 학술 논문 〈의회적 정부〉를 완료하고 발간한 후, 윌슨은 정치학에서 박사 학위를 받았다.

## 학문적 경력

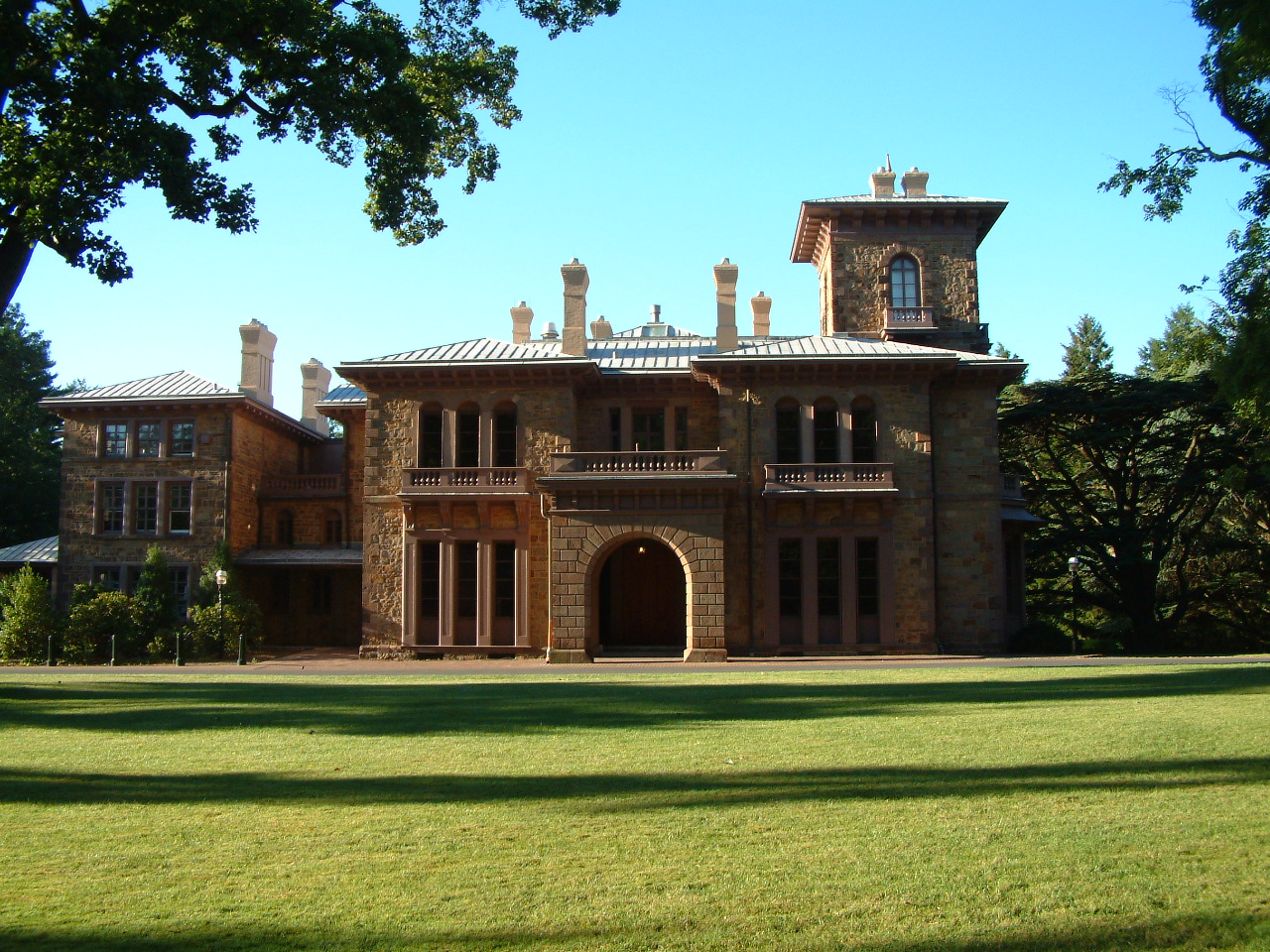
프린스턴 대학교 캠퍼스에 있는 윌슨의 저택 프로스펙트 하우스

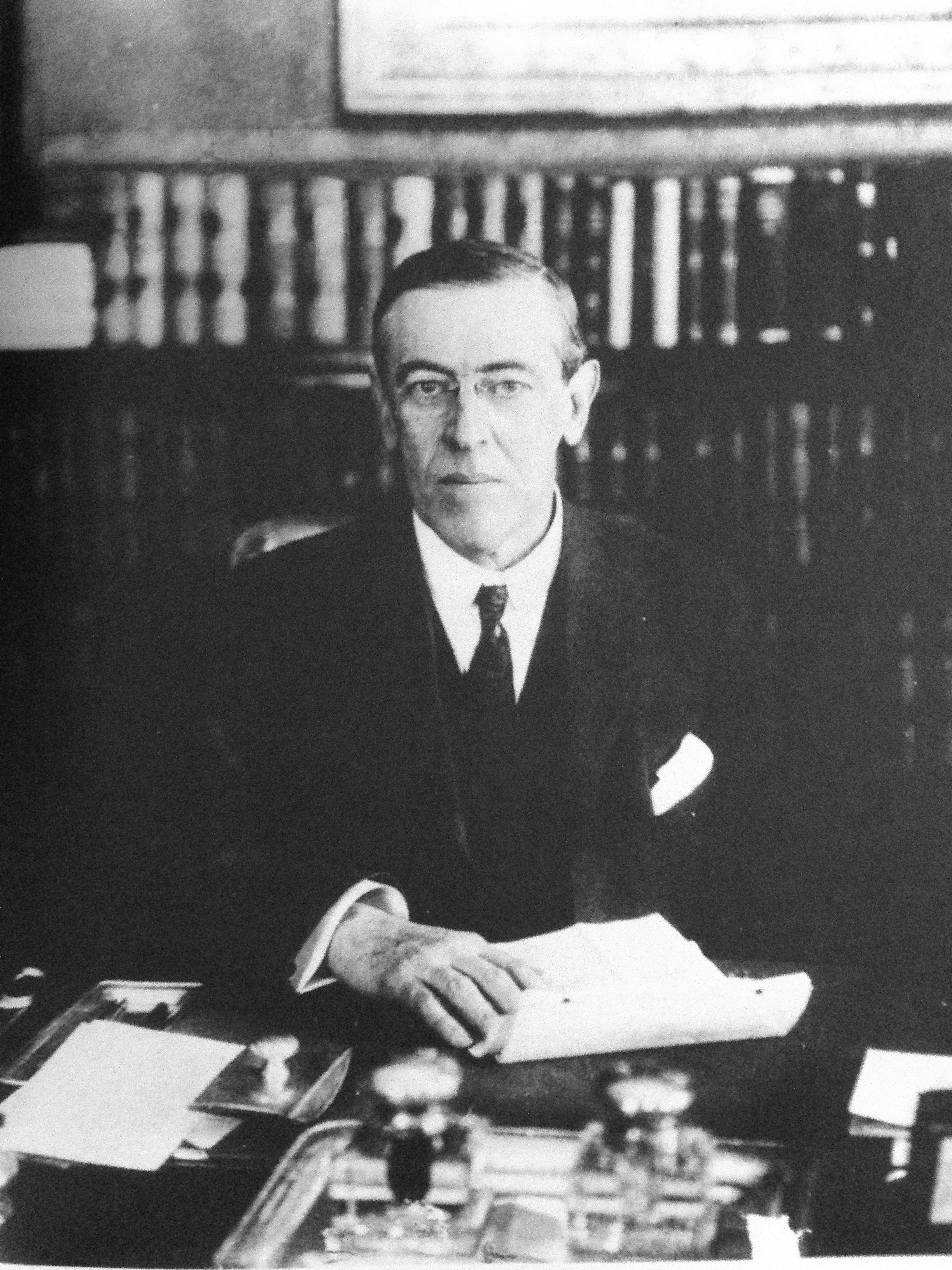
뉴저지주 지사 시절의 윌슨 (1911년)

윌슨은 1890년 법률학과 정치경제학의 교수로서 프린스턴 대학교의 전교직원으로 가입하기 전에 브린 모어 칼리지와 자신이 또한 미식축구 팀의 코치를 맡은 웨슬리언 대학교의 전교직원에 근무하였다. 거기에 있는 동안 그는 단기 좌표 대학인 에벌린 여자 대학교의 전교직원들 중의 하나였다.
프린스턴 대학교의 이사들은 윌슨 교수를 1902년 대학 총장으로 진급시켰다. 그는 자신의 새로운 역할을 위하여 대담한 계획을 가졌다. 대학의 기부금이 간신히 4백만 달러였어도 그는 설교 교육 시스템을 위하여 2백만 달러, 학과를 위하여 1백만 달러, 그리고 새로운 건물들과 급여 인상을 위하여 3백만 달러 가까이 추구하였다. 장기적 목표로서 윌슨은 대학원을 위하여 3백만 달러, 그리고 자연사 박물관은 물론 공학과 법률학 학교들을 위하여 2.5 백만 달러를 추구하였다. 그는 자신이 강한 기금 모금자가 아니었기 때문에 그것의 약간을 달성하였으나 112명에서 174명의 남성으로 전교직권을 늘였으며 그들의 대부분은 개인적으로 뛰어난 강사들로 선발되었다. 그가 개발한 이수 과정 지도 목표들은 고등교육의 분야에서 중요한 진보적 혁신들을 증명하였다. 전문 기술의 역할을 강화하는 데 윌슨은 학술 부서와 선발된 주요 전공에서 집중의 2년에 의하여 이어져 교훈자들과 함께 6개의 단체들과 학생들이 만난 핵심 요구 사항을 세웠다. 그는 입학 기준을 높이고, 심각한 전공과 "젠틀먼 C"를 대체하는 데 노력하였다. 자신이 동문들에게 "생각이 없는 소년들의 작업 수행을 생각하는 남성들로 전향시킨다"고 말하면서 윌슨은 열망하였다.
1906년부터 1910년까지 그는 많은 동문들로부터 저항과 함께 만난 운동으로 학생들을 대학들로 옮기면서 엘리트주의의 영향력을 단축하는 데 시도하였다. 윌슨은 타협은 악으로 유혹하는 것이라고 느꼈다. 훨씬 더 해로운 것은 대학원의 학장 자신의 앤드루 플레밍 웨스트와 웨스트의 제휴자 그로버 클리블랜드 전 대통령과의 대립이었다. 윌슨은 제안된 대학원 건물을 재학생들의 칼리지들과 함께 같은 안뜰로 합치는 것을 원하였으나 웨스트는 그것들을 갈라놓기를 원하였다. 웨스트는 윌슨을 술책으로 이겼고, 1908년 이사들은 대학들을 위하여 윌슨의 계획을 거절하였으며 그러고나서 1909년 웨스트의 계획들을 보증하였다. 전국 언론은 대립을 엘리트 (웨스트) 대 민주주의 (윌슨)의 전투로서 보도하였다. 사임을 숙고한 후 윌슨은 뉴저지주 정치로 들어가는 데 초청들을 받기로 결정하였다. 1911년 윌슨은 뉴저지주 지사로 선출되었고, 1913년 대통령이 될 때까지 이 직위에 근무하였다.

## 대통령 재임

1912년 미국 대통령 선거를 보여주는 지도 (청색이 윌슨, 녹색이 진보당의 시어도어 루스벨트, 적색이 공화당의 윌리엄 하워드 태프트)

1912년 미국 대통령 선거에서 윌슨은 진보당의 시어도어 루스벨트 후보를 누르고 28대 대통령으로 당선되었다.

### 경제 정책
윌슨의 첫 기간은 특히 그 경제적 개혁들을 위하여 의미 있었다. 그의 독점 금지법의 조절, 관세 개정과 은행업과 통화의 문제들에서 개혁의 "새로운 자유" 공약들은 미국 경제를 변형시켰다. 그 정책들은 오늘날까지 존재하는 현대적 경제를 위하여 지속적으로 밀고 나간다.

#### 연방 준비 제도

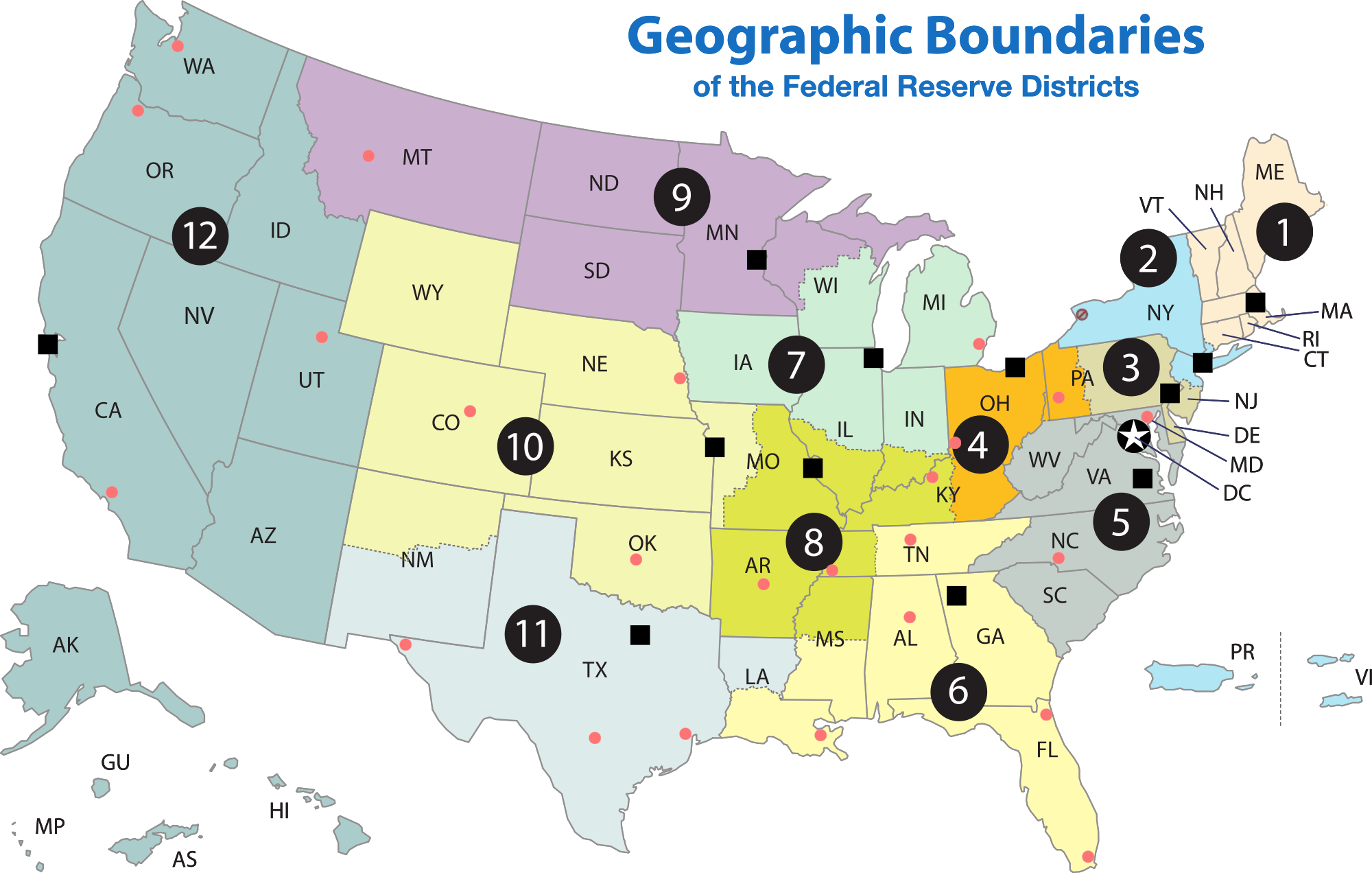
연방 준비 구역 (검은 동그라미), 연방 준비 은행 (검은 네모), 구역 지점 (붉은 동그라미)들과 워싱턴 본사 (별표/검은 동그라미)를 보여주는 지도

많은 역사가들은 "연방 준비 법령은 윌슨 시기의 가장 중요한 입법이며 미국 역사상 입법의 가장 중요한 일부분들 중의 하나였다."고 동의한다. 윌슨은 1913년 후순 연방 준비 제도의 통과를 보증하는 데 은행원들과 은행들의 적들, 북부와 남부, 민주당원과 공화당원들의 의표를 찔렀다. 그는 보수적 공화당원들 - 넬슨 앨드리치와 은행원 폴 워버그에 의하여 설계되어 온 은행원들의 계획을 가져가 그것을 통과시켰다. 윌슨은 격렬하게 은행들과 월스트리트를 비난한 윌리엄 제닝스 브라이언이 이끈 권력적 농업적 당파를 술책으로 이겨야 했다. 농업적 마음을 가진 야당은 의회가 원할 때마다 지폐를 인쇄할 수 있던 정부 소유의 중앙은행을 원하였고, 윌슨은 연방 준비의 지폐들이 그들의 요구들에 알맞은 계획으로 정부의 은혜였기 때문에 그들을 납득시켰다.
남부인과 서부인들은 윌슨으로부터 제도가 12개의 구역들로 분산된 것을 배워 뉴욕을 약하게 하고 후배지들을 강화할 것 같이 걱정하였다. 하나의 주요 상대인 카터 글래스 의원은 법안을 위하여 신용이 주어졌고, 버지니아주 리치먼드에 있는 그의 저택은 구역 본부로 만들어졌다. 권력적인 미주리주의 상원 제임스 리드는 세인트루이스와 캔자스시티에 2개의 구역 본부가 주어졌다. 윌슨은 새로운 제도를 지도하는 데 워버그와 다른 현저한 은행원들을 요구하였다. 그것이 밝혀지면서 뉴욕 지점은 연방 제도를 결국 지배하여 월스트리트에 권력을 간직하였다. 1915년 새로운 제도가 운영들을 시작하여 제1차 세계 대전에서 연합국과 미국의 전쟁 노력을 융자하는 주요 역할을 하였다.

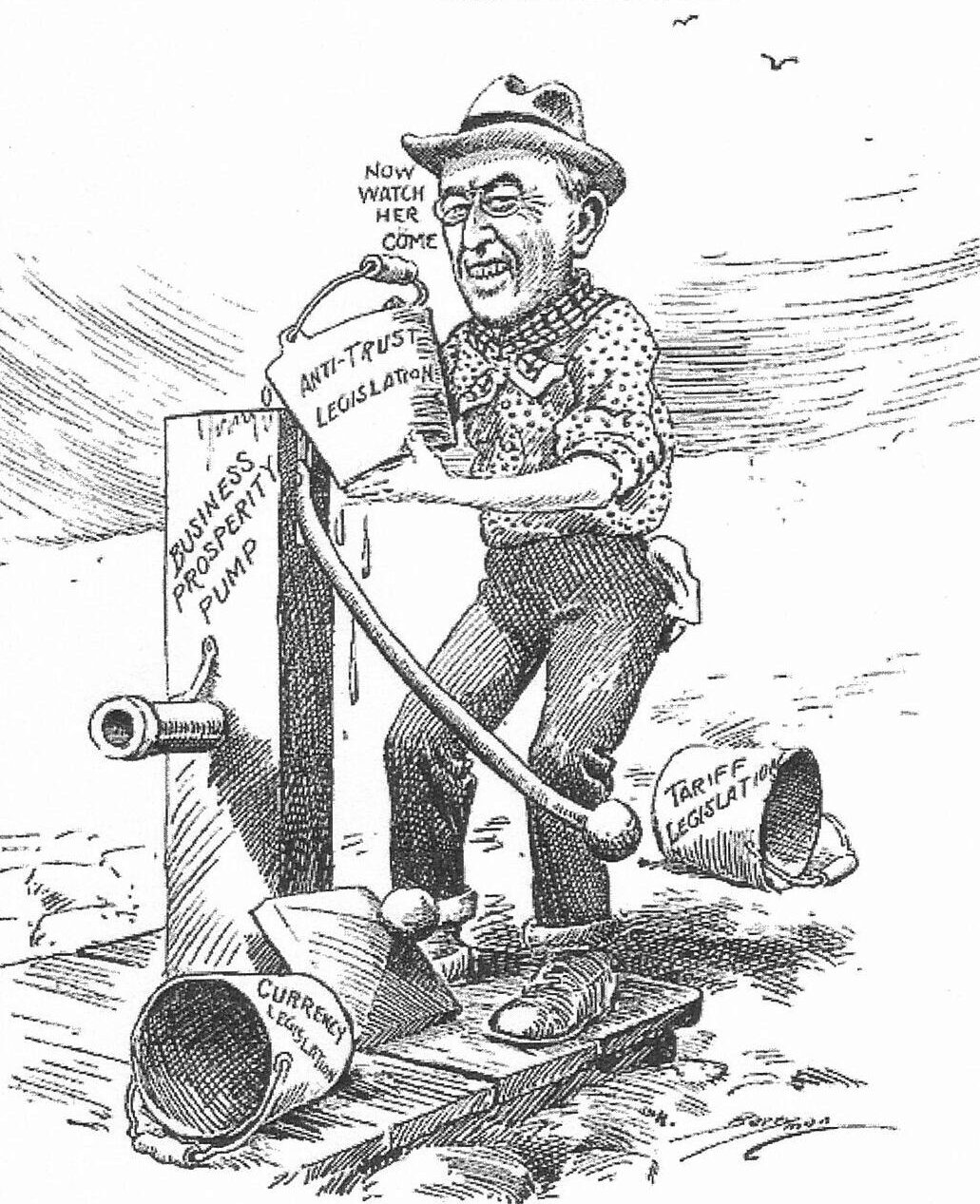
관세, 통화와 독점 금지법과 함께 경제를 촉진시키는 조처를 취하는 윌슨을 그린 1913년 만화

#### 다른 경제 정책들
언더우드 관세는 수입품들에 부과되는 부과금을 줄였으며 새로운 졸업 소득세를 포함하였다. 이렇게해서 잃어버린 수입은 미국 헌법 수정 제16조에 의하여 권한을 부여받은 세금에 의하여 대체되었다. 다른 개혁 1915년 시먼의 법령은 상인 선원들을 위하여 일하는 상태들을 향상시켰다. 타이타닉의 침몰 사건에 응답으로서 그 법령은 전부의 배들이 구명 보트들과 함께 개조하는 데 요구하였다. 이 사건의 불행한 부작용은 선박의 항해 중량에서 극적인 증가였다. 결과로서 시카고에서 이스트랜드 유람선이 가라앉아 800명 이상의 여행객들이 사망하였다.
윌슨의 경제 개혁들은 월스트리트에 목표 만이 된 것이 아니라 그는 또한 농부들을 도우는 데 입법을 위하여 밀고 나가기도 하였다. 1914년 스미스 레버 법령은 주립 농업 대학교들에 의하여 후원된 농업 확장 중개인들의 현대적 제도를 창조하였다. 거기서 중개인들은 농업 생산성을 늘이는 희망에서 농부들에게 새로운 기술들을 가르쳤다. 그리고 1916년의 시작에 연방 농업 대출국은 농부들에게 저가격, 장기적 저당을 발행하였다.
1916년 키팅 - 오언 법령은 어린이 노동을 줄이는 시도를 하였으나 미국 대법원은 1918년 그것을 비헌법적으로 선언하였다.
1916년의 여름 철도 형제애들이 전국 교통 제도를 문닫는 데 위협을 할 때 윌슨의 경제 정책이 시험되었다. 대통령은 노동과 경영을 함께 가져오는 데 노력하였으나 경영은 타협에 일하는 것을 거부하였다. 윌슨은 그러고나서 파업을 방지하는 데 그해 9월 애덤슨 법령을 통과시키는 데 의회를 밀고 나갔다. 법령은 전에처럼 같은 임금 비율에 산업에 8시간 근무일을 부과하였다. 법령의 결과로서 더욱 많은 조합들은 윌슨의 재선을 위하여 그의 뒤로 자신들의 후원을 던졌다. 철도 회사들은 법령을 도전하여 결국적으로 미국 대법원에 청하여 법원은 그것이 헌법적인 것을 찾았다.

#### 독점 금지법
윌슨은 비공평한 무역 관행들을 멈추는 데 전념한 연방 무역 위원회를 통하여 경쟁 장려에 새로운 접근을 찾으면서 자신의 전임자들 윌리엄 하워드 태프트와 시어도어 루스벨트를 "반 트러스트법 위반 단속관"으로서 자신의 큰 소송 전통을 깼다. 추가로 윌슨은 외회를 통하여 클레이턴 독점 금지법을 밀고 나갔다. 그 일은 가격 차별, 다른 회사들의 제품들의 취급으로부터 소매 상인들을 금지시키는 동의서들, 그리고 다른 회사들을 통제하는 데 이사회와 동의서들 같은 특정 사업 관행을 불법으로 만들었다. 이 입법의 일부분은 주식회사들의 개인적 임원들이 만약 자신들의 회사들이 법률을 어긴다면 책임을 질 수 있었기 때문에 이전의 독점 금지법보다 더욱 권력적이었다. 하지만 그것은 비지니스를 위하여 전체적으로 부정적이지 않았다. 새로운 입법은 이전의 불확실성 사업 환경에 극적인 향상을 위하여 만들어진 것을 주식회사들이 따라갈 수 있던 명확한 지침을 세웠다. 새뮤얼 곰퍼스는 클레이턴 독점 금지 법령이 조합 책임의 독점 금지법의 시기를 끝낸 이유로 그 법령을 "노동의 마그나 카르타"로 숙고하였다.

### 1916년 재선

윌슨과 찰스 에번스 휴스 사이의 1916년 미국 대통령 선거 결과를 보여주는 지도

윌슨은 1912년 루스벨트 혹은 유진 뎁스에게 간 많은 투표에 의하여 1916년 재선될 수 있었다. 확고한 국가 정책을 유지하는 동안 그의 후원자들은 독일 혹은 멕시코와 전쟁을 피하는 것에 그를 칭송하였다. 그 후원자들은 "그가 우리를 전쟁에서 벗어나게 했다"고 유념하였다. 하지만 윌슨은 도발의 관계없이 전쟁에서 벗어나게 하는 데 전혀 약속하지 않았다. 자신의 2번째 취임식에서 윌슨은 논쟁에서 미래의 미국의 연루의 가능성으로 암시하였다.

## 제1차 세계 대전
윌슨은 1914년부터 1917년의 시작을 통하여 보내면서 당시 유럽을 덮어싼 제1차 세계 대전으로부터 미국을 벗어나게 하는 노력을 하였다. 중재인의 역할을 한 윌슨은 중개인에게 호전 사이의 정착을 마련하였으나 연합국 혹은 동맹국이나 아무도 그를 진지하게 받아들이지 않았다. 본국에서 윌슨은 자신의 친평화적 태도와 전쟁 위협의 예상에서 미국 육군을 건설하는 데 거부를 강하게 비판한 시어도어 루스벨트가 이끄는 공화당원들과 다루어야 했다.
미국은 1917년까지 그 공식적 중립을 유지하였다. 독일의 잠수함 초한전이 연합국 측에 미국의 참전을 위하여 정치적 후원을 마련하였다.

### 1917년 전시의 미국

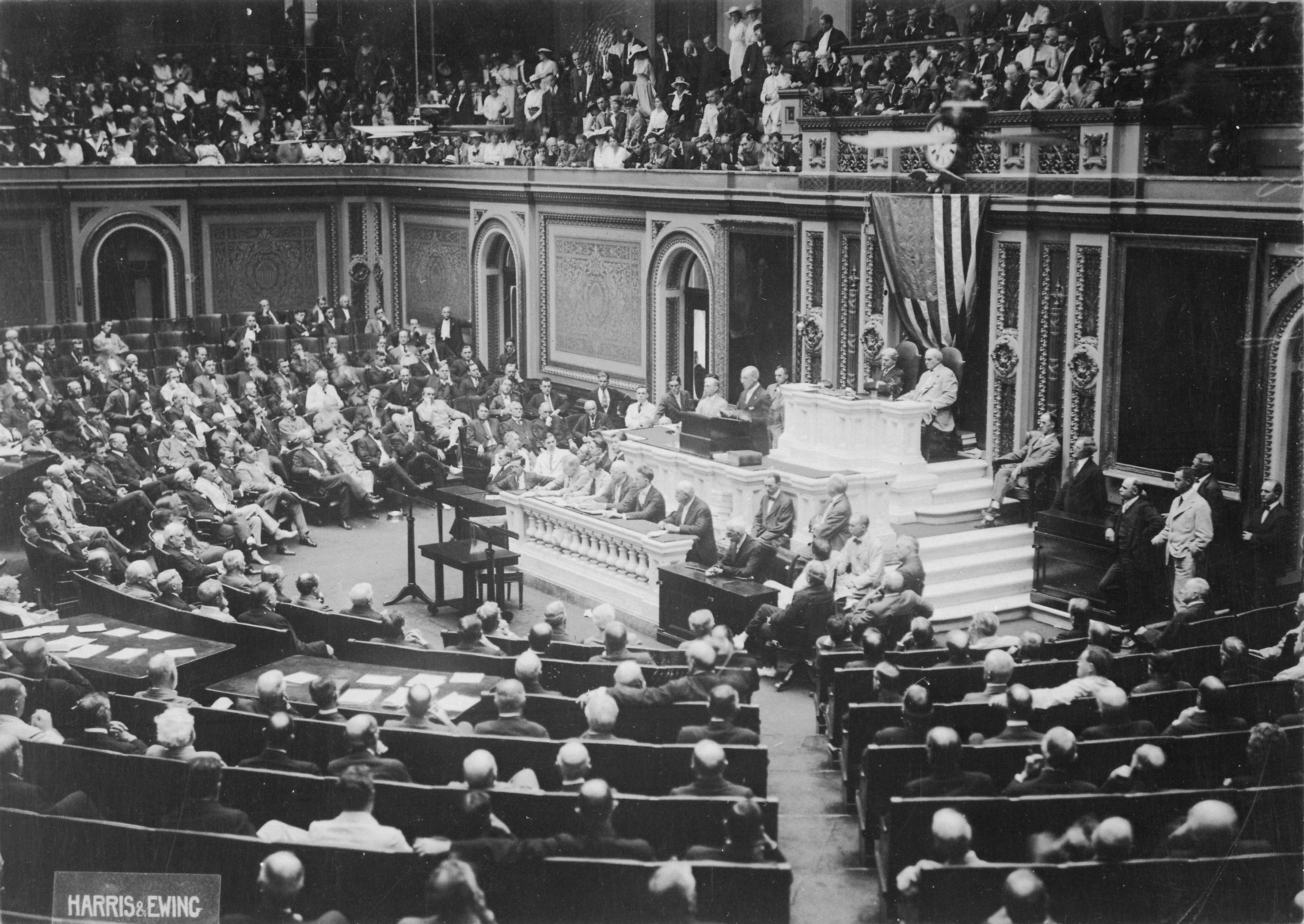
미국 의회에서 독일과 단교 선언을 연설하는 윌슨 (1917년 2월 3일)

독일이 1917년 초순에 잠수함 초한전을 다시 차지하고, 치머만 전보를 통하여 제휴로서 멕시코를 얻는 서투른 시도를 이룰 때 윌슨은 "전부의 전쟁을 끝내는 전쟁"으로서 제1차 세계 대전에 미국을 빠뜨리는 데 의회적 성원을 요구하였다. 그는 영국 혹은 프랑스와 아무 동맹을 맺지 않았으나 독립 세력으로 활동하였다. 윌슨은 징병제를 통하여 거대한 군대를 키웠고, 존 퍼싱 장군에게 명령을 내려 전술, 전략과 외교 마저로서 그에게 자유로운 손을 허용하였다.
윌슨은 당시 전쟁이 인류에 대한 진정한 위협이 되었던 것을 결정하였다. 미국이 전쟁에 무게를 던지지 않았다면, 그가 자신의 전쟁 선언 연설에서 진술하면서 서양 문화 자신이 파괴될 수 있었다. "전부의 전쟁을 끝내는 전쟁"을 공고하는 그의 진술은 그가 미래의 파멸적인 전쟁들과 필요없는 사망과 파괴를 방지하는 데 평화를 위한 근거를 건설하고 싶었다는 것을 의미하였다. 이것은 영토적 분쟁을 해결하고, 자유 무역과 상업을 안전하게 하고 국제 연맹으로서 후에 나타난 평화를 만드는 기구를 설립하는 데 의도되었던 14개조 평화 원칙의 근거를 마련하였다.
본국에서 패배를 멈추는 데 윌슨은 1917년 정탐 법령과 반영, 친독과 반전 의견들을 억압하는 데 1918년 선동 법령을 통과시키는 데 의회를 밀고 나갔다. 그는 월터 리프먼 같은 전쟁을 후원한 사회주의자들을 환영하였으나 많은이들이 포로가 된 전쟁 노력을 방해하려고 한 자들을 관대하게 다루었다. 그의 전시 정책들은 강하게 친노동적이었고, 미국노동총연맹과 다른 조합들은 회원과 임금에서 엄청난 성장을 보았다. 거기에는 배급이 없어 소비자 가격이 치솟았다. 소득세가 증가하면서 사무직 노동자들은 고통을 겪었다. 하지만 전쟁 채권을 사는 데 애원들이 성공적이었다. 채권은 전쟁 비용을 풍족한 1920년대로 옮기는 결과를 가졌다.
윌슨은 조지 크릴이 우두머리를 맡고, 애국적 반독 애원들과 함께 국가를 채우고 검열의 다양한 형성들을 지휘한 미국 정보 공개 위원회를 세웠다.

### 다른 외교 정책
1914년과 1918년 사이에 미국은 라틴아메리카, 특별히 멕시코, 아이티, 쿠바와 파나마에서 개입하였다. 그의 행정부 동안 미국은 니카라과에서 군인들을 유지하였고, 니카라과의 대통령을 선발하는 데, 그러고나서 브라이언-차모로 조약을 통과시키는 데 니카라과를 강요하도록 그들을 이용하였다. 아이티에서 미군들은 아이티의 대통령으로서 윌슨 후보를 선택하는 데 아이티 입법을 강요하였다. 미군들은 1915년과 1934년 사이에 아이티를 점령하였다.
러시아가 볼셰비키 혁명에 이어 제1차 세계 대전을 떠나고 독일군들에게 도움을 마련하기 시작한 후, 연합국은 독일군의 인수를 방지하는 데 군인들을 보냈다. 러시아가 전투에 나가지 않았어도 윌슨은 거기에 주요 도시들과 철도들을 잡는 데 원정군들을 이용하였다. 1920년 4월 1일 그는 군인들을 철수시켰다.

### 베르사유 조약

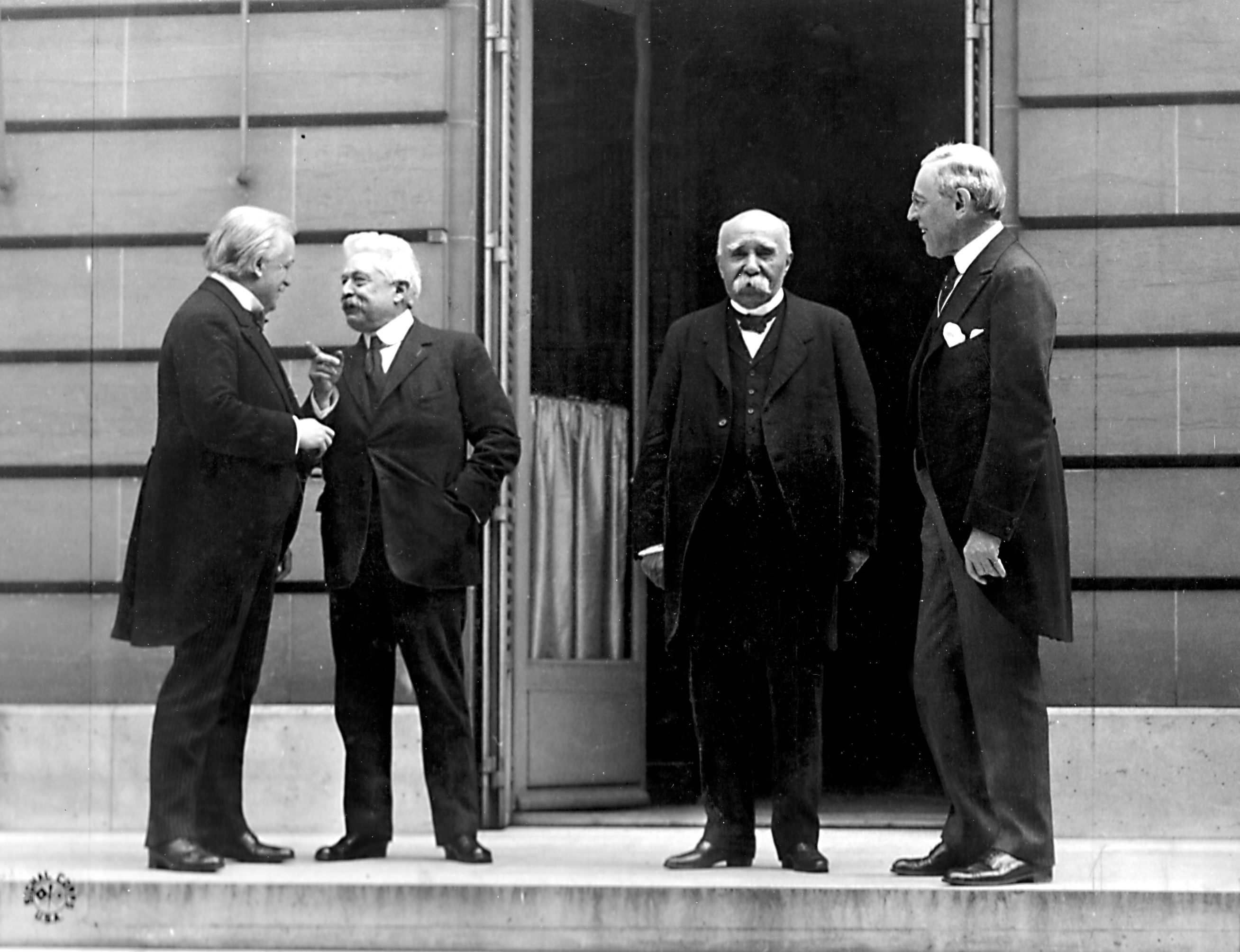
1919년 파리 평화 회의에서 (좌로부터 데이비드 로이드 조지 영국 총리, 비토리오 오를란도 이탈리아 총리, 조르주 클레망소 프랑스 총리와 윌슨 대통령)

전쟁이 끝난 후, 윌슨은 전직적으로 억압된 국가들을 위한 국가로서 지위와 공정한 평화를 확실히 하는 목표와 함께 협상들에 참가하였다. 1918년 1월 8일 윌슨은 자신의 유명한 14개조 평화 원칙 연설을 하여 크거나 작은 나라들 중에 영토 보전과 정치적 독립을 보존하는 데 도움의 명시된 목표와 함께 한 기구 국제 연맹의 아이디어를 소개하였다.
14개조 평화 원칙을 윌슨은 전쟁을 끝내고 독일을 포함한 정부의 국가들을 위하여 공정한 평화를 이루는 것을 향하는 의미들로 의도하였다. 하지만 영국과 프랑스는 박살나고, 피흘려 왔으며 독일이 재정적과 영토적 둘다를 위하여 지불하기를 원하였다. 데이비드 로이드 조지 영국 총리와 특히 조르주 클레망소 프랑스 총리는 비싼 배상금 지불, 영토의 상실과 독일의 미래의 군사력에 가혹한 한계를 위하여 밀고 나갔다. 그 규정들은 결국 독일에 전쟁을 시작한 것을 위한 핑계를 놓은 "전쟁 범죄" 조항 아래 조약들의 최종적 일련에 포함되었다.
다른 연합국의 지도자들과는 달리 윌슨은 독일을 가혹하게 처벌하고 싶지 않았다. 하지만 그는 실용주의자였고, 자신의 14개조 평화 원칙을 위한 그들의 후원을 얻는 순서에서 로이드 조지와 클레망소와 함께 타협하는 것이 최고라고 생각하였다. 윌슨은 1919년 파리 평화 회의를 위하여 베르사유에서 6개월을 보내 대통령직에 있는 동안 유럽을 여행하는 데 자신을 첫 미국의 대통령으로 만들었다. 그는 자신의 계획을 흥행하는 데 지칠 줄 모르고 일하여 결국적으로 미국인들을 직접 데려오는 데 미국의 전국을 가로질러 여행을 다녔다. 국제 연맹을 제의한 헌장은 베르사유 조약으로 편입되었다.
평화를 만드는 자신의 노력들로 윌슨은 1919년 노벨 평화상을 수상하였다. 그는 비준을 위하여 상원의 후원을 얻는 데 실패하였지만 미국은 전혀 국제 연맹에 가입하지 않았다. 헨리 캐벗 로지 아래 공화당원들은 1918년 선거 후에 상원을 통치하였으나 윌슨은 파리에서 그들에게 목소리를 주는 것을 거부하였고, 로지의 제안된 변화들을 동의하는 데 거부하였다. 불동의의 핵심은 국제 연맹이 전쟁을 선언하는 데 의회의 권력을 축소하는 것인지였다. 역사가들은 정통적으로 국제 연맹으로 미국의 가입을 이기는 데 윌슨의 실패를 그의 행정부의 가장 큰 실수로서, 그리고 아무 미국의 대통령직의 가장 큰 실패들 중의 하나로서 여겼다.

## 전쟁 이후의 시기 (1919년 ~ 20년)

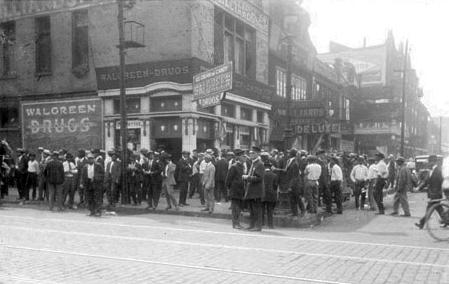
1919년에 일어난 시카고 인종 폭동

1919년 전쟁이 끝난 후, 주요 파업과 인종적 폭동들이 일어났다. 레드 스퀘어에서 그의 법무 장관은 외국 출신 선동자들을 유형에 처하고, 1명의 국내 선동자들을 투옥시키는 데 파머 급슥을 명령내렸다. 1918년 윌슨은 사회주의 지도자 유진 뎁스를 육군에서 낙담하는 시도로 체포하였다. 그의 유죄 판결은 미국 대법원에 의하여 확인되었다.
윌슨은 1918년 ~ 1920년에 자신의 가까운 정치적 친구와 제휴들과 깨졌다. 그는 3번째 임기 기간을 원하였으나 그의 민주당은 독일계 투표인들이 자신들의 전시 괴롭힘에 대해 분노를 느끼고, 아일랜드계 투표인들은 아일랜드의 독립을 성원하는 데 그의 실패에 화가 나면서 소란에 있었다.

### 무능
1919년 10월 2일 윌슨은 거의 아주 그를 무능하게 만든 심각한 뇌졸중을 겪었으며, 그는 간신히 자신의 몸을 움직일 수 있었다. 그의 장애 정도는 그의 사후까지 대중으로부터 간직되었다. 윌슨은 몇몇의 제외들과 함께 일부러 토머스 마셜 부통령, 그의 내각과 자신의 대통령 재직 기간의 나머지를 위한 백악관으로 의회적 방문객들의 존재를 막았다. 그 동안 그의 2번째 부인 에디스 여사가 시중을 들어 그의 관심을 끌기 위해 문제를 선택하고, 그의 내각 우두머리들에게 다른 문제들을 위임하였다. 2006년으로 봐서 이 일은 미국 역사상 대통령의 장애의 가장 심각한 경우였고, 왜 미국 헌법 수정 제25조의 비준이 중요한 것으로 보인 것에 핵심 사례로 인용되었다.

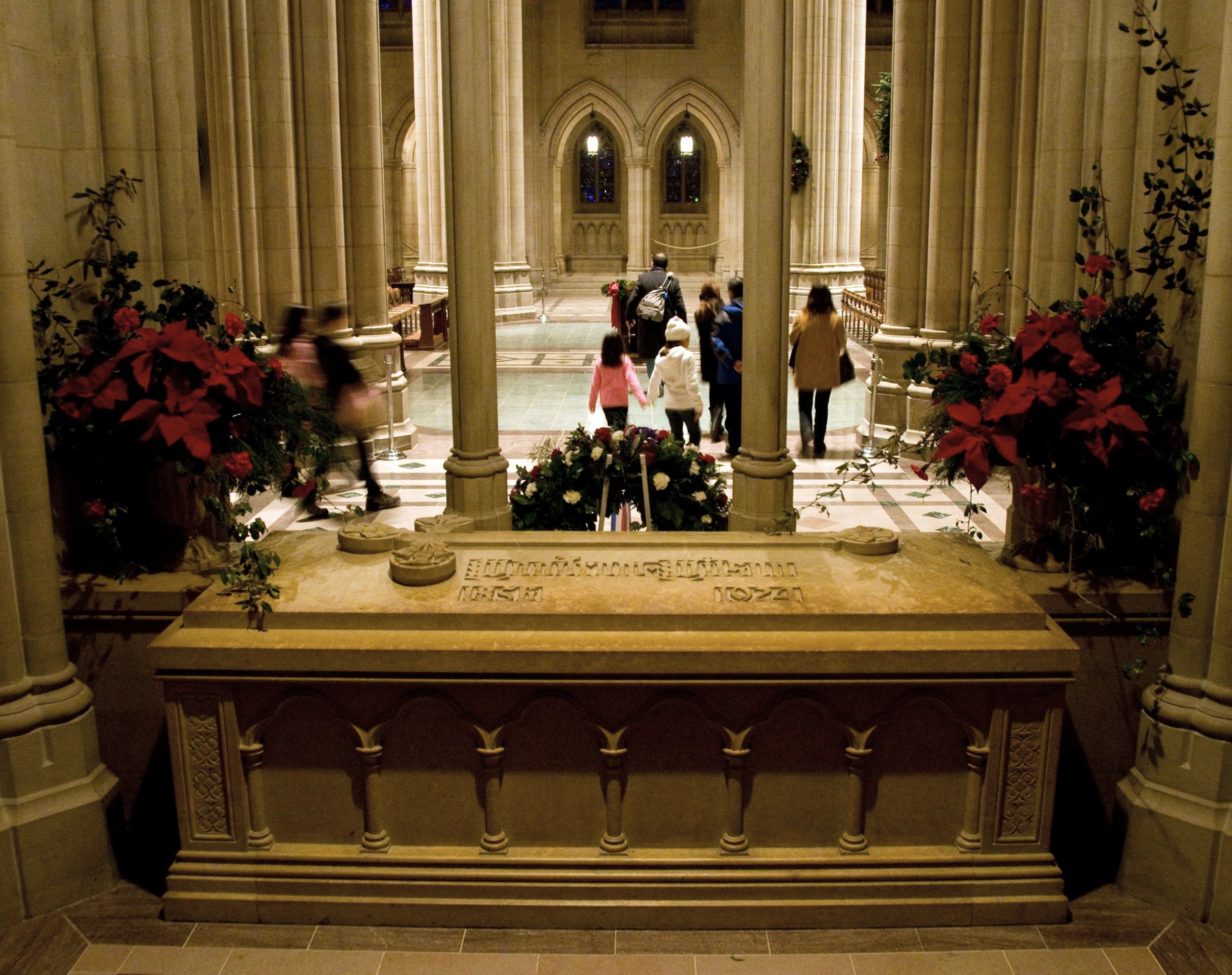
워싱턴 국립 대성당에 있는 윌슨의 최종적 매장지

### 이후의 세월
1921년 윌슨과 그의 부인은 백악관으로부터 워싱턴 D. C.의 엠버시 로우 구역에 있는 집으로 퇴직을 하였다. 윌슨은 지속적으로 일일 운전을 다녔고, 토요일 밤마다 키스 보더빌 극장에 참석하였다. 윌슨은 거기에 방문 중 1924년 2월 3일 67세의 나이로 서거하여 워싱턴 국립 대성당에 안장되었다. 에디스 여사는 또다른 37년 동안 자신들의 저택에 머물다가 1961년 12월 28일에 고인이 되었다.

## 개인 생활

### 결혼 생활

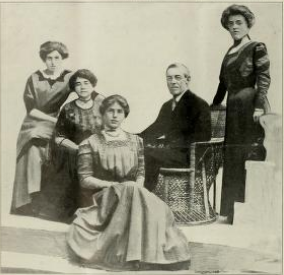
1912년의 윌슨 가족

1885년 우드로 윌슨은 자신의 부친처럼 장로교 목사였던 부친을 둔 여성 엘렌 루이즈 액슨에게 결혼하였다. 그녀는 세 명의 딸 마거릿, 제시, 엘리노어를 두었고 프린스턴 대학교에서 윌슨의 교수 재직 기간 동안 사회 기능의 안주인으로 지냈다. 영재 화가인 엘렌 여사는 그녀의 사회적 책임들의 스트레스로부터 벗어나는 데 자신의 미술을 이용하였다. 윌슨의 첫 기간을 통하여 중간 쯤에 엘렌 여사의 건강이 떨어지고, 1914년 브라이트병이 그녀의 인생을 빼앗았다.
윌슨은 자신의 부인을 잃음에 정신이 혼란하였으나 그녀의 사망 당시 비교적 젊은 남성으로 미국의 사회적 견해는 그가 재혼할 것을 처방하였다. 1915년 그는 미망인 에디스 골트를 만나 빠른 구애 후에 결혼을 제안하였다. 1919년 윌슨이 자신의 뇌졸중을 겪을 때 에디스 여사는 정부의 일일 업무들에 참석하는 동안 그를 간호하였다.

### 인종적 견해
역사가들은 정통적으로 윌슨을 백인 우월주의자로 지내온 것으로 여기며 그 일은 그의 시간 당시의 남성과 남부의 육성을 위하여 드문 것이 아니었다고 생각하였다. 그의 시간 당시와 전의 많은 백인 남성들처럼 그는 백인들이 흑인들과 다른 인종들보다 우월하다고 생각하였다.
프린스턴 대학교 재직 동안 윌슨은 입학을 위한 흑인 신청자를 거절하여 교육을 위한 그들의 욕망은 보증하지 않았다고 말하였다. 후에 미국의 대통령으로서 윌슨은 1863년 이래 처음으로 연방 관청들에서 공식적인 인종적 분리를 재소개하였다. 윌슨은 많은 흑인 공화당 공무원들을 해고시켰으나 몇몇의 흑인 민주당원들을 임명하였다. 전미 흑인 지위 향상 협회의 지도자 윌리엄 에드워드 부르크하르트 두 보이스는 윌슨을 위하여 선거 운동을 벌였고, 1918년 인종 관계들과 함께 다루는 담당에서 군대위원회를 제공받았다. 두 보이스는 받아들였으나 자신의 군사 육체를 실패하여 복무하지 않았다. 흑인들의 사절단이 그의 차별 활동들에 항의할 때 윌슨은 그들에게 "인종적 분리는 굴욕이 아닌 이익이며 당신들에 의하여 그렇게 여겨지도록 해야한다."고 말하였다. 그는 1914년 뉴욕 타임스에게 "만약 유색인들이 나를 위하여 투표하는 데 실수했다면 그들은 그것을 고쳐야 한다."고 말하였다.
윌슨은 자신의 역사서들에 이민자들에 관하여 가혹하게 썼다. 1910년 자신이 정계에 들어간 후, 윌슨은 새로운 이민자들을 민주당으로, 군대로 그리고 미국 사회로 합치는 데 일하였다. 예를 들어 전쟁 채권 운동들이 세워져 민족 단체들이 얼마나 자신들이 돈을 준 것을 자랑할 수 있도록 하는 것이었다. 그는 그들이 적에게 아무 충성을 거절한 전쟁이 일어난 동안 대가로 수요하였다.
아일랜드계 미국인들은 민주당에서 권력적이었으며, 특히 1916년 부활절 봉기의 격렬한 진압 후에 영국의 "적들" 중에 전쟁으로 가는 것을 반대하였다. 윌슨은 영국이 아일랜드에 그 독립을 주는 것을 의문하는 데 약속에 의하여 1917년 그들을 이겼다. 하지만 베르사유에서 그는 그 약속을 어겼고, 아일랜드계 미국인 공동체는 그를 격렬히 비난하였다. 차례로 윌슨은 국제 연맹을 위한 인기적 성원의 부족을 아일랜드계와 독일계 미국인들에 핑계를 대었다.

## 한국과의 관계
우드로 윌슨의 민족 자결주의와 14개 조항은 당시 일제 식민지로 전락한 조선인들에게 독립에 대한 실날같은 희망을 주었고 또 2.8 독립선언의 기폭제가 되었다. 비록 그의 이상주의적인 선언은 1차 대전 직후 곧바로 적용되지는 못하였으나, 2차 대전 이후의 세계 질서를 구축하는데 큰 기여를 하였다.
또한 우드로 윌슨이 프린스턴 대학 총장으로 있을 때에 그는 이승만의 은사로서 국제 질서에 관한 그의 신념과 관점은 이승만에게 지대한 영향을 미쳤다. 이 둘의 관계는 사적으로도 상당히 각별했는데, 이승만은 총장인 그의 집에 빈번히 찾아가 그의 가족과도 자주 어울렸으며 그들은 이승만이 감옥에서 겪은 수난과 앞으로의 독립에 대한 계획과 포부에 대해 퍽 감동과 흥미를 가지게 되었다. 또 그는 가끔 교내에서 이승만을 방문객에게 소개하면서 "장래 한국 독립의 구원자"라고 농담 반, 진담 반으로 말하곤 하였다. 윌슨은 그에게 여러곳에서 연설할 기회를 베풀기도 하였다. 1908년 12월 15일, 윌슨은 이승만을 위해 써 준 추천서에서 그에 대해 다음과 같이 기술하였다.
| “ | 이승만 씨는 프린스턴 대학원의 학생이며, 우수한 능력과 고결한 성품으로 우리들에게 호감을 주었습니다. 그는 놀랄만큼 자국인 한국의 현재 상태에 관해서 뿐만 아니라, 동양의 전반적 정세에 대해서도 정통합니다. 그리고 이와같은 정세를 일반 청중에 대해서도 개진했습니다. 그는 애국심이 강한 청년으로 동포에 대해 열렬하고 유익한 일꾼입니다. 동양에 있어서 연구하고 보존하지 않으면 안되는 권익을 직접적으로 배우고 싶은 사람에 대해서 나는 기쁘게 그를 추천합니다. | ” |

1912년 6월 5일, 일제의 탄압으로 도미한 이승만은 윌슨의 둘째 딸인 제시 윌슨(Jessie Wilson Sayre)을 만나 라이트하우스(Lighthouse)에서 모임을 가졌고, 자신을 감리교 총회의 한국 대표자 자격으로서 부친을 만나게 해줄 것을 요청하였다. 1912년 6월 19일, 마침 프린스턴 대학에서 박사 학위를 받은 논문이 단행본으로 출판되어 앤드류 웨스트(Andrew F. West) 학장에게서 그것을 한 권 받아가지고 그 날 오후 4시 50분, 당시 뉴저지 주 주지사였던 우드로 윌슨이 기거하고 있는 주지사 여름 별장(cottage)이 위치한 시 거트(Sea Girt)로 향했다. 오후 6시 44분, 목적지에 도착하여 윌슨을 찾아가 자신의 논문 단행권을 선물로 드린 후, 찾아온 뜻을 말하니 그는 여간 반기지 않았다. 이승만은 그가 보고 온 한국의 참혹한 실정을 자세히 설명하고, 일본의 제국주의가 얼마나 동양의 평화를 해하고 있는지를 프린스턴 은사였던 그에게 강력히 피력하였다. 또 그는 105인 사건으로 촉발된 한국 기독교인들에 대한 박해를 즉각 중지하고 폭넓은 종교적 자유를 허용할 수 있도록 도움을 요청하였다.
이승만 : 한국 독립을 세계에 호소하는 성명서를 만들고자 하니, 거기에 동의하는 서명을 꼭 해 주시길 바랍니다.
윌슨 : 당신의 조국을 사랑하는 열의에는 무엇이라고 치하해야 좋을지 모르겠소. 미국 대통령 아닌 한 개인으로서는 거기에 물론 서명해 드리고도 싶소. 서명할 뿐만 아니라 당신의 일을 도와주려고도 합니다. 그렇지만 미국의 정치를 위해서는 아직 내가 당신의 성명에 도장을 찍을 때는 아니오. 그러나 언제 우리가 같이 일할 때는 반드시 올 것이니 그것을 믿으시오. 그렇잖아도 나는 벌써부터 당신의 조국 한국을 포함한 모든 약소민족 국가들의 일을 생각해 오고 있는 중이오.
이승만 : 현상 유지의 정치보다 인류 정의와 인도적 미래를 위하여 꼭 본인의 편이 되어 도와주셨으면 합니다.
윌슨 : 물론이오. 그렇지만 모든 일의 해결엔 반드시 그 적당한 때가 있는 것이오. 하여간 내 당신의 갸륵한 뜻을 명심해 두리다. 그리고 당신은 나 한 사람의 도장을 받을 생각을 하지 말고 미국 전 국민들의 마음의 도장을 먼저 받도록 하시오. 우리 미국 모든 사람은 당신의 그 조국애에 반드시 감동할 것입니다.

## 영예
윌슨의 대통령직은 아직도 오늘날 울려 퍼지며 특히 미국인 정책의 2개의 특정 측면들에서이다. 처음에 연방 준비 제도와 소득세의 설립 같은 많은 경제 개혁와 정책 변화들은 오늘날 시기까지 지속되었다. 2번째로 조지 W. 부시 대통령의 중동과 아시아에서 민주화와 민족 자결의 외교 정책은 윌슨의 14개조 평화 원칙에 크게 기대었다.

### 중요한 입법
- 1913년 국가 세입 법령
- 1913년 연방 준비 법령
- 1916년 연방 농업 대출 법령
- 1917년 정탐 법령
- 1918년 선동 법령

### 대법관 임명
윌슨은 다음과 같은 재판관들을 미국 대법원으로 임명하였다. -
- 제임스 클라크 맥레이놀즈 - 1914년
- 루이스 뎀비츠 브랜다이스 - 1916년
- 존 헤신 클라크 - 1916년

## 역대 선거 결과
| 선거명      | 직책명        | 대수 | 정당   | 득표율 | 득표수 (선거인단)   | 결과 | 당락               |
| ----------- | ------------- | ---- | ------ | ------ | ------------------- | ---- | ------------------ |
| 1910년 선거 | 뉴저지 주지사 | 34대 | 민주당 | 53.93% | 233,682표           | 1위  | 뉴저지 주지사 당선 |
| 1912년 선거 | 미국의 대통령 | 28대 | 민주당 | 41.84% | 6,293,152표 (435명) | 1위  |                    |
| 1916년 선거 | 미국의 대통령 | 28대 | 민주당 | 49.24% | 9,126,300표 (277명) | 1위  |                    |

## 같이 보기
- 제1차 세계 대전의 외교사
- 진보 시대